# Västra Ungerns universitet

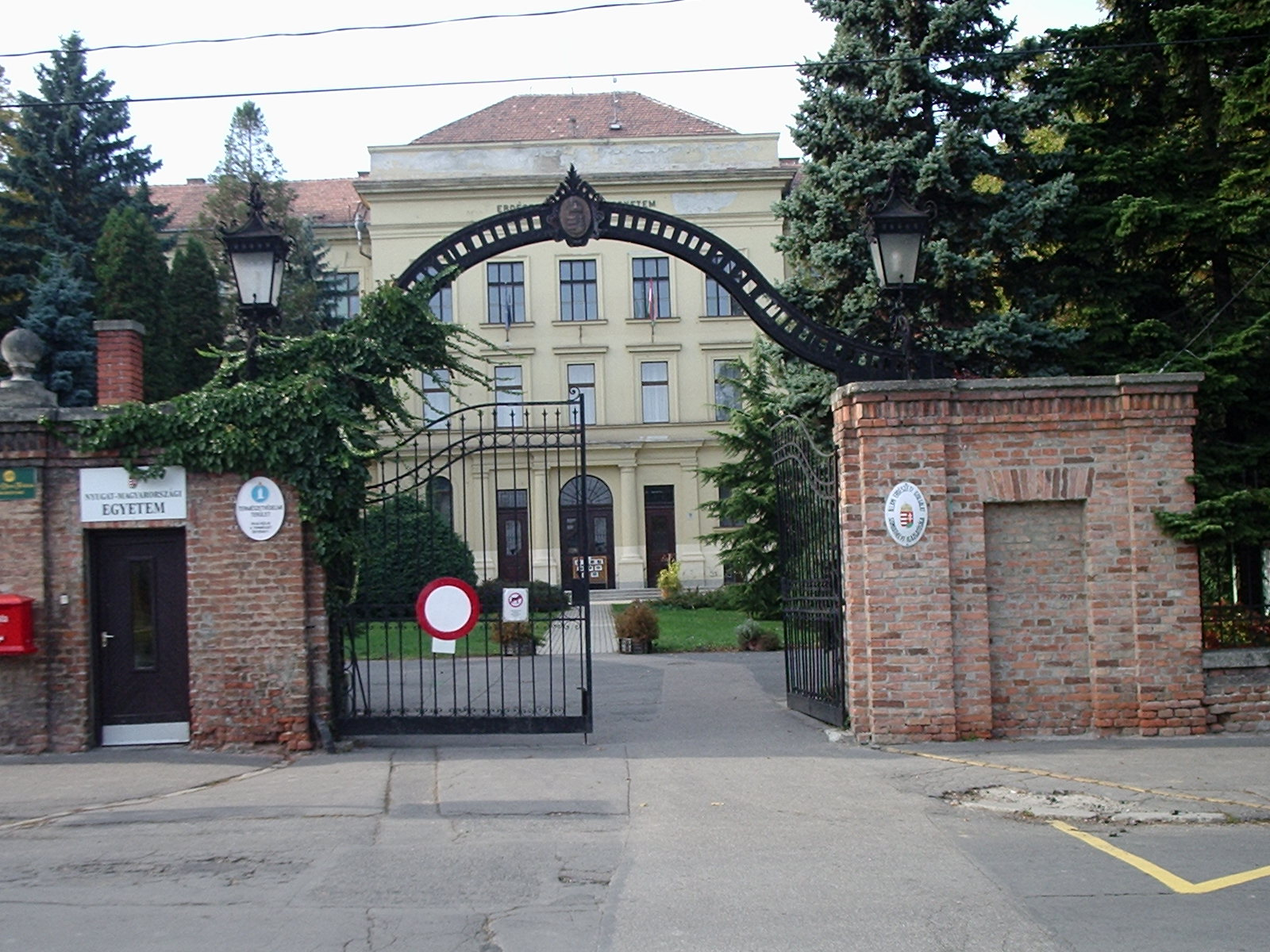

Västra Ungerns universitet (ungerska: Nyugat-Magyarországi Egyetem, NYME) är ett universitet i den västra delen av Ungern, med huvudbyggnaden i staden Sopron som ligger nära gränsen till Österrike. Det finns även fakulteter i städerna Székesfehérvár, Mosonmagyaróvár och i Győr. Universitetet grundades år 1735 och har idag omkring 15 000 studenter.